# Mario Cinque
Mario Cinque (Napoli, 6 febbraio 1963) è un generale e funzionario italiano, attuale Vice Direttore del Dipartimento delle informazioni per la sicurezza dal 9 aprile 2025.

## Biografia
Ha intrapreso la vita militare nel 1978, frequentando la scuola militare "Nunziatella" di Napoli e successivamente i corsi dell'accademia militare di Modena, della scuola di Applicazione Carabinieri a Roma e della scuola di Guerra a Civitavecchia.
Cinque è laureato in Giurisprudenza e in Scienze della Sicurezza Interna ed Esterna, ha conseguito un master in "Scienze Strategiche" e parla inglese. Ha ricoperto numerosi incarichi nelle varie organizzazioni dell'Arma. In quella addestrativa, ha svolto servizio presso la scuola Sottufficiali di Firenze e all'accademia militare di Modena. Nell'Arma territoriale, ha operato per diversi anni nel Lazio, quale comandante della Compagnia di Bracciano e del Reparto Territoriale di Frascati, in Campania, quale comandante provinciale di Napoli e in provincia di Catania, quale comandante di Compagnia. In Sicilia è stato anche comandante della Sezione Anticrimine del Raggruppamento operativo speciale. 
Da colonnello ha retto l'incarico di comandante del Reggimento Corazzieri (2006-2009) e Aiutante di Campo del Presidente della Repubblica.
Nel 2016 diviene comandante della Legione Carabinieri «Campania».
I suoi periodi di comando sono stati alternati con incarichi di Stato maggiore e del Comando generale dell'Arma dei Carabinieri, tra cui capo Sala Operativa e capo Ufficio Operazioni, capo Ufficio Personale Ufficiali e capo del I Reparto.
Dal 6 settembre 2018 al 25 gennaio 2021 è sottocapo di Stato maggiore del Comando generale dell'Arma dei Carabinieri, quando ha assunto la carica di Capo di stato maggiore dell'Arma.
Il 25 novembre 2024 è stato nominato Vice Comandante Generale dell'Arma dei Carabinieri dopo che il suo predecessore Salvatore Luongo ne è diventato Comandante generale.
Il 9 aprile 2025 viene nominato dal Presidente del Consiglio dei Ministri Giorgia Meloni Vice Direttore del Dipartimento delle informazioni per la sicurezza. 